# 中村源左衞門 (2代目)
二代目 中村 源左衞門（なかむら げんざえもん、昭和9年（1934年）4月11日 - 平成18年（2006年）10月20日）は、歌舞伎役者。屋号は中村屋（一時「仙石屋」）。俳名は魚楽。本名は森長 練磨（もりなが れんま）。鳥取県出身。

## 来歴
十七代目中村勘三郎門弟。昭和30年（1955年）3月、初舞台。四代目中村仲助、五代目中村山左衛門を経て、昭和51年（1976年）4月、四代目中村助五郎（仙石屋）を襲名。以後、脇役として活躍した。
平成17年（2005年）に二代目中村源左衞門を襲名した。
平成18年（2006年）10月20日、食道癌のため死去、72歳。

## 主な出演作

### 歌舞伎
- 『四谷怪談』
- 『夏祭浪花鑑』
- 『檻』
- 『偲草姿錦絵』
- 『女暫』
- 『一條大蔵譚』

### 映画
- 昭和36年（1961年） 『アッちゃんのベビーギャング』 - パトロールの巡査[1]
- 昭和46年（1971年） 『幻の殺意』 - 松本のサブ[2]

### テレビ
- 『日本怪談劇場』第9話「怪談 宵宮雨」（1970年、12ch）- 徳兵衛
- 日本テレビ『河井継之助 〜駆け抜けた蒼龍〜』 - 平山図書役